# 安哈尔特-贝恩堡-绍姆堡-霍伊姆
安哈尔特-贝恩堡-绍姆堡-霍伊姆，原稱安哈尔特-蔡茨-霍伊姆，是神圣罗马帝国和後來莱茵邦联的诸侯国。1718年安哈尔特-贝恩堡亲王維克多·阿瑪迪斯去世，他的第二个儿子莱布雷希特继承其部分領地，這片領地最初被称为安哈尔特-蔡茨-霍伊姆。
1727年，亲王国的名稱从安哈尔特-蔡茨-霍伊姆（Anhalt-Zeitz-Hoym），改为安哈尔特-贝恩堡-绍姆堡-霍伊姆（Anhalt-Bernburg-Schaumburg-Hoym）。1812年12月24日，最後一任亲王腓特烈去世，亲王国統治家族絕嗣。领土改由已升為公国的安哈尔特-贝恩堡公爵所继承。

## 統治者列表

### 安哈尔特-蔡茨-霍伊姆亲王
- 1707年—1727年：莱布雷希特  （Lebrecht von Anhalt-Bernburg-Schaumburg-Hoym    维克多·阿玛多伊斯次子）
- 1727年：维克多·阿玛多伊斯·阿道夫  （Viktor Amadeus Adolf    莱布雷希特长子）

1727年，安哈尔特-蔡茨-霍伊姆改稱安哈尔特-贝恩堡-绍姆堡-霍伊姆。

### 安哈尔特-贝恩堡-绍姆堡-霍伊姆亲王
- 1727年—1772年：维克多·阿玛多伊斯·阿道夫  （Viktor Amadeus Adolf    莱布雷希特长子）
- 1772年—1806年：卡尔·路德维希  （Karl Ludwig   维克多一世次子）
- 1806年—1812年：维克多二世  （Viktor Karl Friedrich    卡尔·路德维希长子）
- 1812年：腓特烈   （Friedrich    维克多一世第七子）

1812年，安哈尔特-贝恩堡-绍姆堡-霍伊姆绝嗣，归于安哈尔特-贝恩堡公国。